# Tetraglenes hirticornis
Tetraglenes hirticornis är en skalbaggsart som först beskrevs av Fabricius 1798. Tetraglenes hirticornis ingår i släktet Tetraglenes och familjen långhorningar.
Artens utbredningsområde är:
- Laos.
- Myanmar.
- Nepal.

Inga underarter finns listade i Catalogue of Life.